# Bill Oakley
Bill Oakley (* 27. února 1966 Westminster, Maryland, USA) je americký producent.
Spolu s Joshem Weinsteinem napsal několik epizod animovaného seriálu Simpsonovi v jeho 7. a 8. řadě. Byl také producentem seriálů Mission Hill, The Mullets a konzultantem seriálu Futurama. V květnu 2008 opustil po sporech o smlouvu producentské křeslo seriálu Sit Down, Shut Up.

## Vzdělávání
Oakley se narodil v Union Bridge ve státě Maryland. Na střední škole St. Alban ve Washingtonu se seznámil s Weinsteinem a společně s ním vydával časopis The Alban Antic. Studoval na Harvardově univerzitě a byl redaktorem časopisu Harvard Lampoon.

## Simpsonovi
Prvními díly Simpsonových, které Oakley napsal, byly Marge jde do zaměstnání a Marge za mřížemi. V epizodě Speciální čarodějnický díl IV – Dům plný hrůzy napsal část Hrůza ve výši 5½ stopy. Dalšími epizodami byly Dědeček versus sexuální ochablost a Bart versus Austrálie. Austrálii vybral proto, že si myslel, že Australané jsou dostatečně vtipní na to, aby to brali jako ocenění. Kromě kladných reakcí však přišlo i více než 100 stížností. Nejznámější epizodou, kterou napsal, byl dvojdíl Kdo postřelil pana Burnse? Původně měl Oakley v plánu udělat v této epizodě pachatelem Barneyho Gumbla, ale David Mirkin chtěl někoho z rodiny Simpsonových; nakonec se rozhodli pro Maggie Simpsonovou. Oakley je také autorem několika epizod s Levákem Bobem a komiksového seriálu Itchy a Scratchy.

## Soukromý život
Bill Oakley je ženatý s Rachel Pulidovou. Má dvě dcery a syna.